# Чигра
Чигра — река в России, протекает в Великоустюгском районе Вологодской области. Устье реки находится в 24 км по правому берегу реки Луза. Длина реки составляет 26 км.
Исток реки в лесном массиве в 5 км к юго-западу от посёлка Северный и в 30 км к востоку от центра Великого Устюга. Река течёт в верхнем течении на юго-запад, в нижнем — на юг. Верховья реки расположены в ненаселённом лесном массиве, в среднем течении Чигра протекает жилую деревню Грибино и нежилые деревни Алексеевское и Чигра. В низовьях течёт через село Ильинское и соседние с ним деревни Буково и Малое Чебаево. Притоки — Грибаниха, Истопница, Чижовка (все — правые).
Впадает в Лузу километром южнее села Ильинское. Ширина реки в черте Ильинского составляет 30 м.

## Данные водного реестра
По данным государственного водного реестра России и геоинформационной системы водохозяйственного районирования территории РФ, подготовленной Федеральным агентством водных ресурсов:
- Бассейновый округ — Двинско-Печорский
- Речной бассейн — Северная Двина
- Речной подбассейн — Малая Северная Двина
- Водохозяйственный участок — Юг
- Код водного объекта — 03020100212103000013324